# Live: Right Here, Right Now
| 평가 점수                     | 평가 점수 |
| 출처                          | 점수      |
| ----------------------------- | --------- |
| AllMusic                      | [ 1 ]     |
| CD Review                     | [ 2 ]     |
| Entertainment Weekly          | C         |
| Q                             | [ 4 ]     |
| The Rolling Stone Album Guide | [ 5 ]     |

《Live: Right Here, Right Now》는 미국의 록 밴드 반 헤일런의 첫 번째 라이브 음반으로, 1993년에 발매되었다. 이 음반은 새미 헤이거가 참여한 유일한 라이브 음반이며, 《Tokyo Dome Live in Concert》 (2015년) 발매 전까지 유일한 반 헤일런의 공식 라이브 음반이었다.

## 배경
이 음반은 1992년 5월, 캘리포니아주 프레즈노에 위치한 셀랜드 아레나에서 이틀간 공연한 실황을 편집한 것이다. 에디 반 헤일런과 새미 헤이거의 솔로 연주를 포함한 대부분의 곡은 첫째 날 공연에서 수록되었다. 이 음반에 담긴 곡들이 스튜디오에서 조작되었는지에 대해 많은 논란이 있다. 실제 1992년 콘서트 방송은 훨씬 더 날것의, 믹싱되지 않은 사운드를 담고 있어 밴드의 라이브 본연의 모습에 더 가까웠기 때문이다. 새미 헤이거는 자서전 《레드: 마이 언센서드 라이프 인 록》에서 자신이 "5150 스튜디오의 보컬 부스에 들어가 TV로 콘서트 영상을 틀어놓은 채 공연 전체를 다시 불러야 했다"고 밝히며, 이는 반 헤일런 형제가 사후 편집 과정에서 템포나 키를 변경해 그의 보컬에 영향을 주었기 때문이라고 설명했다.
이 음반에는 데이비드 리 로스 시절 곡이 네 곡만 수록되었으며 (그 중에는 킹크스의 곡을 반 헤일런 스타일로 편곡한 〈You Really Got Me〉도 포함된다), 새미 헤이거의 반 헤일런 합류 이전 솔로 곡 한 곡과, 그가 밴드에 있던 시절인 1987년에 발표한 음반 《I Never Said Goodbye》에서 한 곡이 포함되었다. 이 음반에는 드럼 및 베이스 솔로 연주, 그리고 밴드의 영향 중 하나인 더 후의 곡 커버도 담겼다. 헤이거와 함께한 투어에서 늘 그랬듯, 밴드는 당시 신보의 수록곡, 헤이거의 솔로곡, 커버곡들 위주로 구성했다. 당시 최신 음반이었던 《For Unlawful Carnal Knowledge》의 수록곡 열한 곡 중 열 곡이 수록되어 강하게 반영되었으며, 〈The Dream Is Over〉는 CD 음반에는 수록되지 않았지만 DVD 버전에 포함되었다.
커버 아트는 1988년 6월, 델라웨어주 스마이나에 토네이도가 상륙한 직후 촬영된 것이다.

## 녹음
대부분의 트랙은 1992년 프레즈노 공연에서 녹음된 것으로, 1992년 웨스트우드 원 라디오 방송과 비디오 발매본을 통해 확인할 수 있다. 그러나 이 음반에는 스튜디오 보정이 들어간 것도 분명하다. 헤이거는 이렇게 말했다.
| “ | 문제는, 그들이 라이브 음반 전체를 거의 다시 녹음했다는 점입니다. 에디는 음이 틀렸고, 알은 템포를 빠르게 혹은 느리게 연주하기도 했죠. 그래서 전부를 수정해버렸습니다. 그런데 이제 에디의 연주가 조율에 맞춰지다 보니, 제 보컬이 음정에서 벗어나게 된 겁니다. 〈Runaround〉에서 알이 속도를 올린 부분에서는, 제가 박자보다 앞서 노래하게 되었고요. 결국 저는 다시 스튜디오에 들어가서 모든 보컬을 다시 녹음해야 했습니다. 정말 그 친구들을 혼내주고 싶을 정도였어요. 그들은 저를 방에 넣고, 공연 영상을 틀어주고, 마이크를 하나 건네주더니, 마치 실제 라이브 공연처럼 전체 공연을 한 번에 다 부르게 했습니다. | ” |

## 곡 목록
모든 곡들은 특별한 언급이 없는 한 에디 반 헤일런, 새미 헤이거, 마이클 앤서니 그리고 알렉스 반 헤일런에 의해 작사/작곡하였다.
| #   | 제목                          | 작사·작곡                                            | 재생 시간 |
| --- | ----------------------------- | ---------------------------------------------------- | --------- |
| 1.  | 〈Poundcake〉                 |                                                      | 5:28      |
| 2.  | 〈Judgement Day〉             |                                                      | 4:52      |
| 3.  | 〈When It's Love〉            |                                                      | 5:22      |
| 4.  | 〈Spanked〉                   |                                                      | 5:08      |
| 5.  | 〈Ain't Talkin' 'bout Love〉  | E. 반 헤일런, A. 반 헤일런, 앤서니, 데이비드 리 로스 | 4:37      |
| 6.  | 〈In 'n' Out〉                |                                                      | 6:21      |
| 7.  | 〈Dreams〉                    |                                                      | 4:49      |
| 8.  | 〈Man on a Mission〉          |                                                      | 4:50      |
| 9.  | 〈Ultra Bass〉                |                                                      | 5:15      |
| 10. | 〈Pleasure Dome / Drum Solo〉 |                                                      | 9:38      |
| 11. | 〈Panama〉                    | E. 반 헤일런, A. 반 헤일런, 앤서니, 로스             | 6:39      |
| 12. | 〈Love Walks In〉             |                                                      | 5:14      |
| 13. | 〈Runaround〉                 |                                                      | 5:21      |

| #   | 제목                              | 작사·작곡                                          | 재생 시간 |
| --- | --------------------------------- | -------------------------------------------------- | --------- |
| 1.  | 〈Right Now〉                     |                                                    | 6:13      |
| 2.  | 〈One Way to Rock〉               | 헤이거                                             | 4:58      |
| 3.  | 〈Why Can't This Be Love〉        |                                                    | 5:22      |
| 4.  | 〈Give to Live〉                  | 헤이거                                             | 5:39      |
| 5.  | 〈Finish What Ya Started〉        |                                                    | 5:50      |
| 6.  | 〈Best of Both Worlds〉           |                                                    | 5:00      |
| 7.  | 〈316〉                           |                                                    | 11:37     |
| 8.  | 〈You Really Got Me / Cabo Wabo〉 | 레이 데이비스 / E. 반 헤일런, A. 반 헤일런, 앤서니 | 7:58      |
| 9.  | 〈Won't Get Fooled Again〉        | 피트 타운젠드                                      | 5:41      |
| 10. | 〈Jump〉                          | E. 반 헤일런, A. 반 헤일런, 앤서니, 로스           | 4:26      |
| 11. | 〈Top of the World〉              |                                                    | 4:59      |

## 인증
오디오
| 국가                       | 인증        | 판매량/출하량 |
| -------------------------- | ----------- | ------------- |
| 캐나다 (뮤직 캐나다)       | 골드        | 50,000^       |
| 일본 (RIAJ)                | 골드        | 100,000^      |
| 미국 (RIAA)                | 2× 플래티넘 | 2,000,000^    |
| ^출하량을 기반으로 한 인증 |             |               |

1993년 VHS
| 국가                       | 인증 | 판매량/출하량 |
| -------------------------- | ---- | ------------- |
| 미국 (RIAA)                | 골드 | 50,000^       |
| ^출하량을 기반으로 한 인증 |      |               |